# Kósa Ferenc (nyelvész)
Kósa Ferenc (Nagyszalonta, 1934. december 23. – Kolozsvár, 2014. december 3.) erdélyi magyar nyelvész. Kutatási területe: magyar nyelvtörténet.

## Életútja
Tanulmányait a Bolyai Tudományegyetemen végezte Kolozsvárt (1958). Egy évig tanított Érsemjénben, 1959-től a Babeș–Bolyai Tudományegyetem magyar tanszékén adjunktusként, később docensként működött.
1964-ben kezdett hozzá többekkel az erdélyi magyar fazekasság szókincsének összegyűjtéséhez és feldolgozásához, anyagát a NyIrK folyamatosan közölte.
Ugyancsak itt jelent meg négy szaktanulmánya az emlékíró Apor Péter nyelvhasználatáról, így magánhangzóinak jelöléséről (1969/1), mássalhangzóinak nyúlásáról (1971/1), az apalatális-palatális hangviszonyról székely tájszólásában (1972/2) és magánhangzóinak sajátságairól (1973/1). Ezek nyomtatásban is megjelent doktori disszertációjának részei. Az Erdélyi magyar szótörténeti tárnak a III. (1982) kötettől szerkesztő munkatársa.
Foglalkoztatták a székely rovásírás kérdései, így feldolgozta az 1977-es földrengés után napvilágra került dálnoki rovásfeliratot (Korunk, 1981/3); s A székely rovásfeliratok nyelvtörténeti tanulságai címmel dolgozatot közölt a Nyelvészeti tanulmányok (1983) című kötetben.
1989 után bekapcsolódott az újjáéledt romániai magyar közéletbe, továbbra is szerkesztette az Erdélyi magyar szótörténeti tárat, s publikált nyelvészeti cikkeket.

## További publikációiból
- Apor Péter kéziratainak helyesírása és hangtana / Francisc Kósa. Cluj-Napoca : Univ. Babeș-Bolyai, 1977.	37 p.
- Apor Péter helyesírása és nyelvének hangállapota. Bukarest : Kriterion., 1983. 170 p.
- Takács Ferenc takács. Szabadság (Kolozsvár), 2006. október 28.